# Bathymodiolus
Bathymodiolus is een geslacht van tweekleppigen uit de familie van de Mytilidae.

## Soorten
- Bathymodiolus aduloides Hashimoto & Okutani, 1994
- Bathymodiolus antarcticus S. B. Johnson & Vrijenhoek, 2013
- Bathymodiolus anteumbonatus Cosel & Janssen, 2008
- Bathymodiolus azoricus Cosel & Comtet, 1999
- Bathymodiolus boomerang Cosel & Olu, 1998
- Bathymodiolus brevior Cosel, Métivier & Hashimoto, 1994
- Bathymodiolus brooksi Gustafson, Turner, Lutz & Vrijenhoek, 1998
- Bathymodiolus childressi Gustafson, Turner, Lutz & Vrijenhoek, 1998
- Bathymodiolus edisonensis Cosel & Janssen, 2008
- Bathymodiolus elongatus Cosel, Métivier & Hashimoto, 1994
- Bathymodiolus heckerae Turner, Gustafson, Lutz & Vrijenhoek, 1998
- Bathymodiolus heretaunga Saether, Little, K. A. Campbell, B. A. Marshall, M. Collins & Alfaro, 2010 †
- Bathymodiolus hirtus Okutani, Fujikura & Sasaki, 2004
- Bathymodiolus japonicus Hashimoto & Okutani, 1994
- Bathymodiolus manusensis Hashimoto & Furuta, 2007
- Bathymodiolus marisindicus Hashimoto, 2001
- Bathymodiolus mauritanicus Cosel, 2002
- Bathymodiolus platifrons Hashimoto & Okutani, 1994
- Bathymodiolus puteoserpentis Cosel, Métivier & Hashimoto, 1994
- Bathymodiolus securiformis Okutani, Fujikura & Sasaki, 2004
- Bathymodiolus septemdierum Hashimoto & Okutani, 1994
- Bathymodiolus taiwanensis Cosel, 2008
- Bathymodiolus tangaroa Cosel & B. A. Marshall, 2003
- Bathymodiolus thermophilus Kenk & B. R. Wilson, 1985